# テオフィモ・ロペス
テオフィモ・ロペス（Teófimo López、1997年7月30日 - ）は、アメリカ合衆国のプロボクサー。ニューヨーク市ブルックリン区出身。現WBO世界スーパーライト級スーパー王者。元WBAスーパー・WBCフランチャイズ・IBF・WBO世界ライト級統一王者。世界2階級制覇王者。
トレーナーは父親のテオフィモ・ロペス・シニアが就いている。

## 来歴
ホンジュラス移民の子供としてニューヨークのブルックリンで生まれる。

### アマチュア時代
2014年5月、ナショナル・ゴールデン・グローブスに60kg級で出場し、2回戦で敗退。
2015年5月、ナショナル・ゴールデン・グローブスに60kg級で出場し、優勝。
2016年8月、アメリカ代表はカルロス・バルデラスで決定したため、両親の母国であるホンジュラス代表としてリオデジャネイロオリンピックにライト級（60kg）で出場し、1回戦で敗退。

### プロ時代

#### ライト級
2016年10月10日、ボブ・アラムのトップランクと契約を結んでプロ転向を表明。
2016年11月5日、ラスベガスのトーマス&マック・センターにてマニー・パッキャオ対ジェシー・バルガスの前座で、イシュワー・シクェイロスとプロデビュー戦を行い、2回2分3秒KO勝ちを収めた。
2018年7月14日、ニューオーリンズのレイクフロント・アリーナでウィリアム・シルバとWBCアメリカ大陸ライト級王座決定戦を行い、6回15秒TKO勝ちを収め王座を獲得した。
2019年7月19日、メリーランド州オクソンヒルのMGMナショナルハーバーでIBF世界ライト級4位の中谷正義とIBF世界ライト級挑戦者決定戦を行い、12回3-0（118-110×2、119-109）の判定勝ちを収めリチャード・カミーへの挑戦権を獲得した。
2019年12月14日、マディソン・スクエア・ガーデンにてテレンス・クロフォード対エギディウス・カバラウスカスの前座でIBF世界ライト級王者リチャード・カミーとIBF世界同級タイトルマッチを行い、2回1分13秒TKO勝ちを収め王座を獲得した。
2020年8月14日、WBC年次総会にトップランク社カール・モレッティ副社長が出席し、ワシル・ロマチェンコが保持するWBC世界ライト級フランチャイズ王座を次戦のロペスとの試合で懸けられるよう要求。WBCはフランチャイズ王座はあくまで称号であり王座として懸けられるものでないとしていたが、これを翻して、ロペス戦にフランチャイズ王座が懸けられることを承認した。

##### 3団体王座統一
2020年10月17日、ラスベガスのMGMグランド内ザ・バブルでWBAスーパー・WBCフランチャイズ・WBO世界ライト王者のワシル・ロマチェンコとWBA・WBC・WBO世界同級王座統一戦を行い、前半はロマチェンコは手数が出ずロペスが手数を出してポイントを取る展開となり、中盤後半とロマチェンコに追い上げられるもロペスが逃げ切り12回3-0（116-112、119-109、117-111）の判定勝ちを収め、王座統一に成功した。試合前にロペス陣営はフランチャイズ王者であるロマチェンコに勝利した場合に王座を獲得できるようWBCに要求を出し、WBCが承認していたためロペスはフランチャイズ王座も獲得した。ただし、リング誌やBoxrec.comは、WBCフランチャイズ王座を正当な王座とみなしていないため、ロペスを4団体統一王者と認定していない。またロペスは、ロマチェンコが右肩を怪我していたと試合後に明かしたことについて、負けた言い訳だと批判して、怪我はボクシングの一部であり100％の状態で試合に臨めることはないと指摘。ロペス自身も怪我をしていたと明かして、後日、右足親指の微小骨折と靭帯損傷を修復する手術を受けた。
その後ロマチェンコがダイレクトリマッチによる再戦を主張するも、ロペスはロマチェンコの試合に負けた言い訳を聞いて興味を失ったのと、試合の契約に再戦条項を入れるのをロマチェンコ自身が拒否したのに試合で負けたら再戦を主張しだしたのはおかしいとして、再戦を拒否するコメントを出した。
2021年1月8日、IBFよりIBF世界ライト級1位のジョージ・カンボソス・ジュニアと指名試合を行うように指令された。
2021年2月25日、テオフィモ・ロペスとジョージ・カンボソス・ジュニアのIBF世界ライト級指名試合の入札が行われ、ロペス擁するトップランク社が2,315,000ドル（約2億5千万円）、DAZNと契約しているマッチルーム・ボクシングが3,506,000ドル（約3億8千万円）で入札するが、モバイルアプリケーション企業のTrillerが最高値となる6,018,000ドル（約6億5千万円）で入札し、興行権を落札した。この入札結果により、王者のロペスは落札額の65％にあたる3,911,700ドル（約4億2千万円）のファイトマネーを受け取ることになった。元々この入札は、トップランク社が交渉で提示していたファイトマネーに対して自身の価値はもっと高いと考えたロペスが不満を示して折り合わず、入札に持ち込まれたもので、トップランク社が提示していたファイトマネーは125万ドルほどとされており、ロペスは結果的にその3倍以上の額を受け取ることになったこと、また、トップランク社が入札の競争相手であるエディー・ハーンに入札から辞退するよう促すようなメールを送っていたことが発覚したことで、ロペスはトップランク社に対し、「提示されたファイトマネーが冒涜であると知っていました。Trillerからの600万ドルは、トップランク社が彼らの契約選手の中でも最高である選手に対して評価をしていないことを示しています」「次の試合またはその次の試合で、私はフリーエージェントになるでしょう。トップランク社の契約から抜け出すための証拠はたくさんあります」と怒りをあらわにした。
2021年6月12日、テオフィモ・ロペスが関係が悪化していたトップランク社との交渉でファイトマネーの最低保証額の引き上げに成功して再契約したことがESPNのボクシング中継内で明らかにされた。
2021年6月15日、ロペスが新型コロナウイルス感染症に感染したため、4日後の6月19日に対戦する予定だったジョージ・カンボソス・ジュニアとの試合が2カ月後の8月14日に延期になったことが発表された。しかし、その後も様々な理由で8回以上も試合日の変更を繰り返すことになり、最終的にTrillerは広告宣伝費などのプロモーション費用で1000万ドル（約11億円）の赤字を抱え込んだことで、10月に入るとこの試合の興行権を放棄した。このため興行権を第2落札者のマッチルーム・ボクシングに譲渡することになった。
2021年11月28日、マディソン・スクエア・ガーデン内フールー・シアターにてジョージ・カンボソス・ジュニアと対戦。試合前の掛け率でカンボソスに7倍がつくロペスの圧倒的優位な予想だったが、大番狂わせの敗北にしてプロ初黒星となる12回1-2（112-115、111-115、114-113）の僅差の判定負けで初防衛に失敗し王座から陥落した。

#### スーパーライト級
2022年11月17日、同年12月10日にマディソン・スクエア・ガーデンでホセ・ペドラザと対戦予定だったが、ペドラザが急病で欠場したため代役としてサンドル・マルティンと対戦することがに発表された。
2022年12月10日、マディソン・スクエア・ガーデンでサンドル・マルティンとWBOインターナショナルスーパーライト級タイトルマッチを行い、10回2-1（96-93、97-92、94-95）の判定勝ちを収め、WBOインターナショナル王座の初防衛に成功した。

##### 2階級制覇からの引退騒動
2023年6月10日、マディソン・スクエア・ガーデン内フールー・シアターでWBO世界スーパーライト級王者ジョシュ・テイラーとWBO世界同級タイトルマッチを行い、12回3-0（115-113×2、117-111）の判定勝ちを収め王座獲得と同時に2階級制覇に成功し、テイラーに初黒星を与えたと同時にリングマガジン世界スーパーライト級王座も獲得した。試合から5日後の同年6月15日、テイラー戦の試合後に記者団に引退を表明し、その後もESPNの番組に出演した際にも再度引退を表明して、自身のファイトマネーに不満を示し1億ドル（約140億円）以上の契約が提示されない限りは引退すると語っていたが、王座獲得からわずか5日でWBO世界スーパーライト級王座を返上して、改めて引退を宣言した。しかし、1カ月後の同年7月12日にWBOがロペスに王座返上の最終意思確認を24時間以内に書面で返答するよう要求すると、ロペスは一転して王座返上と引退を撤回した。
2024年2月8日、ラスベガスのミケロブ・ウルトラ・アリーナでWBO世界スーパーライト級10位のジャメイン・オルティスとWBO世界同級タイトルマッチを行い、12回3-0（117-111、115-113×2）の判定勝ちを収め初防衛に成功した。
2024年6月29日、フロリダ州マイアミのジェームズ・L・ナイト・センターでWBO世界スーパーライト級8位のスティーブ・クラゲットとWBO世界同級タイトルマッチを行い、12回3-0の判定勝ちを収め2度目の防衛に成功した。
2024年10月9日、ロペスがトップランク社に自身の契約は無効でありフリーエージェントであると主張する法的書簡を送付した。
2025年5月2日、ニューヨークタイムズスクエア内の特設リングでSNKとザ・リング共催および『餓狼伝説 City of the Wolves』とのタイアップ興行のライアン・ガルシア対ロランド・ロメロの前座でWBO世界スーパーライト級暫定王者のアーノルド・バルボサ・ジュニアとWBO世界同級団体内王座統一戦を行い、12回3-0（116-112×2、118-110）の判定勝ちを収めバルボサ・ジュニアの暫定王座を吸収し団体内王座統一と3度目の防衛に成功した。

## 戦績
- アマチュアボクシング：170戦 150勝 20敗
- プロボクシング：23戦 22勝 (13KO) 1敗

| 戦           | 日付           | 勝敗 | 時間    | 内容    | 対戦相手                       | 国籍           | 備考                                                                                             |
| ------------ | -------------- | ---- | ------- | ------- | ------------------------------ | -------------- | ------------------------------------------------------------------------------------------------ |
| 1            | 2016年11月5日  | ☆    | 2R 2:03 | KO      | イシュワー・シクェイロス       | メキシコ       | プロデビュー戦                                                                                   |
| 2            | 2017年2月24日  | ☆    | 4R 0:58 | TKO     | フランシスコ・メデル           | メキシコ       |                                                                                                  |
| 3            | 2017年3月17日  | ☆    | 2R 0:39 | KO      | ダニエル・バスティエン         | メキシコ       |                                                                                                  |
| 4            | 2017年4月21日  | ☆    | 2R 0:48 | TKO     | ホルヘ・ルイス・ムンギア       | ホンジュラス   |                                                                                                  |
| 5            | 2017年5月20日  | ☆    | 2R 2:21 | KO      | ロナルド・リバス               | アメリカ合衆国 |                                                                                                  |
| 6            | 2017年7月7日   | ☆    | 6R      | 判定3-0 | クリスチャン・サンティバニーズ | アメリカ合衆国 |                                                                                                  |
| 7            | 2017年10月13日 | ☆    | 2R 1:57 | TKO     | ジョシュ・ロス                 | アメリカ合衆国 |                                                                                                  |
| 8            | 2018年2月3日   | ☆    | 6R      | 判定3-0 | フアン・パブロ・サンチェス     | メキシコ       |                                                                                                  |
| 9            | 2018年5月12日  | ☆    | 1R 1:04 | KO      | ビトー・ジョーンズ             | ブラジル       |                                                                                                  |
| 10           | 2018年7月14日  | ☆    | 6R 0:15 | TKO     | ウィリアム・シルバ             | ブラジル       | WBC米大陸ライト級王座決定戦                                                                      |
| 11           | 2018年12月8日  | ☆    | 1R 0:44 | KO      | メイソン・メナード             | アメリカ合衆国 | NABF北米・USBA全米ライト級王座決定戦                                                             |
| 12           | 2019年2月2日   | ☆    | 7R 1:08 | KO      | ディエゴ・マグダレノ           | アメリカ合衆国 | NABA全米ライト王座決定戦 NABF防衛1・USBA防衛1                                                    |
| 13           | 2019年4月20日  | ☆    | 5R 1:32 | KO      | エディス・タトリ               | フィンランド   | NABF防衛2                                                                                        |
| 14           | 2019年7月19日  | ☆    | 12R     | 判定3-0 | 中谷正義（井岡）               | 日本           | IBF世界ライト級挑戦者決定戦                                                                      |
| 15           | 2019年12月14日 | ☆    | 2R 1:13 | TKO     | リチャード・カミー             | ガーナ         | IBF世界ライト級タイトルマッチ                                                                    |
| 16           | 2020年10月18日 | ☆    | 12R     | 判定3-0 | ワシル・ロマチェンコ           | ウクライナ     | WBA・IBF・WBO世界ライト級王座統一戦 IBF防衛1 WBA・WBCフランチャイズ・WBO・リングマガジン王座獲得 |
| 17           | 2021年11月28日 | ★    | 12R     | 判定1-2 | ジョージ・カンボソス・ジュニア | オーストラリア | WBA・IBF・WBO・リングマガジン王座陥落                                                            |
| 18           | 2022年8月13日  | ☆    | 7R 2:14 | TKO     | ペドロ・カンパ                 | メキシコ       | WBOインターナショナル・NABF北米スーパーライト級王座決定戦                                        |
| 19           | 2022年12月10日 | ☆    | 10R     | 判定2-1 | サンドル・マルティン           | スペイン       | WBOインターナショナル防衛1                                                                       |
| 20           | 2023年6月10日  | ☆    | 12R     | 判定3-0 | ジョシュ・テイラー             | イギリス       | WBO世界スーパーライト級タイトルマッチ WBO・リングマガジン王座獲得                                |
| 21           | 2024年2月8日   | ☆    | 12R     | 判定3-0 | ジャメイン・オルティス         | アメリカ合衆国 | WBO防衛1                                                                                         |
| 22           | 2024年6月29日  | ☆    | 12R     | 判定3-0 | スティーブ・クラゲット         | カナダ         | WBO防衛2                                                                                         |
| 23           | 2025年5月2日   | ☆    | 12R     | 判定3-0 | アーノルド・バルボサ・ジュニア | アメリカ合衆国 | WBO世界スーパーライト級王座統一戦 WBO防衛3                                                       |
| テンプレート |                |      |         |         |                                |                |                                                                                                  |

## 獲得タイトル
- WBCアメリカ大陸ライト級王座
- NABF北米ライト級王座
- NABF北米スーパーライト級王座
- USBA全米ライト級王座
- NABA全米ライト王座
- IBF世界ライト級王座（防衛1）
- WBA世界ライト級スーパー王座（防衛0）
- WBC世界ライト級フランチャイズ王座
- WBO世界ライト級王座（防衛0）
- リングマガジン世界ライト級王座
- WBO世界スーパーライト級王座（防衛3)
- リングマガジン世界スーパーライト級王座

## 表彰
- 2018年度リングマガジン プロスペクト・オブ・ザ・イヤー